# Buck Clayton
Buck Clayton (12. listopadu 1911 Parsons, Kansas, USA – 8. prosince 1991 New York City, New York, USA) byl americký jazzový trumpetista a kapelník. S hudbou začínal v šesti letech, kdy začal hrát na klavír. V letech 1934 až 1936 působil v Šanghaji. Ve zbytku třicátých a počátkem čtyřicátých let působil v orchestru Count Basieho. V roce 1991 získal ocenění NEA Jazz Masters. Zemřel přirozenou smrtí ve svých osmdesáti letech.